# Hamburgerbar
Hamburgerbar är en enklare form av restaurang som först och främst serverar snabbmat som hamburgare och varmkorv. Dessa ställen finns ofta längs med vägar, och vid större vägar som till exempel motorvägar är dessa vanliga. Detta beror på att det finns en stor kundkrets hos de som gör långa bilfärder. Hamburgerbarer finns också i centrum i orter. I europeiska länder brukar varje tätort ha minst en hamburgerbar oavsett om det är en större eller mindre ort. En del hamburgerbarer bedrivs genom stora multinationella företag och då förekommer ofta s.k. franchising. Andra hamburgerbarer bedrivs helt i privat regi, och i vissa fall är det till och med bara en ägare som dessutom jobbar ensam.

## Några kända hamburgerkedjor
- Burger King
- Max Hamburgerrestauranger AB
- McDonald's
- Sibylla